# Reagan Wickens
Reagan Wickens (nascido em 16 de dezembro de 1994) é um nadador paralímpico australiano que compete na categoria S6.

## Natação
Participou dos Jogos Paralímpicos da Juventude de 2009 em quatro diferentes provas de natação, levando para casa cinco medalhas, uma das quais era de ouro. Disputou, em 2011, o campeonato multiclasse da Nova Gales do Sul, onde nadou três provas e ficou em primeiro lugar em todas elas. Naquele ano, também disputou o Campeonato ParaPan Pacífico de Natação, conseguindo quatro medalhas de prata e duas de ouro. Foi selecionado para representar a Austrália nos Jogos Paralímpicos de Verão de 2012 em Londres, onde disputou as provas de 400 metros livre, 50 metros borboleta, 50 metros livre, 200 metros medley individual, 100 metros costas e 100 metros livre.
No Campeonato Mundial de Natação Paralímpica de 2015, realizado em Glasgow, na Escócia, Reagan terminou em sétimo lugar nos 400 metros livre da categoria S6, em sétimo nas provas de 50 metros borboleta S6, 100 metros livre S6, 100 metros livre S6, 200 metros medley individual SM6 e 100 metros costas, categoria S6.

### Recordes pessoais

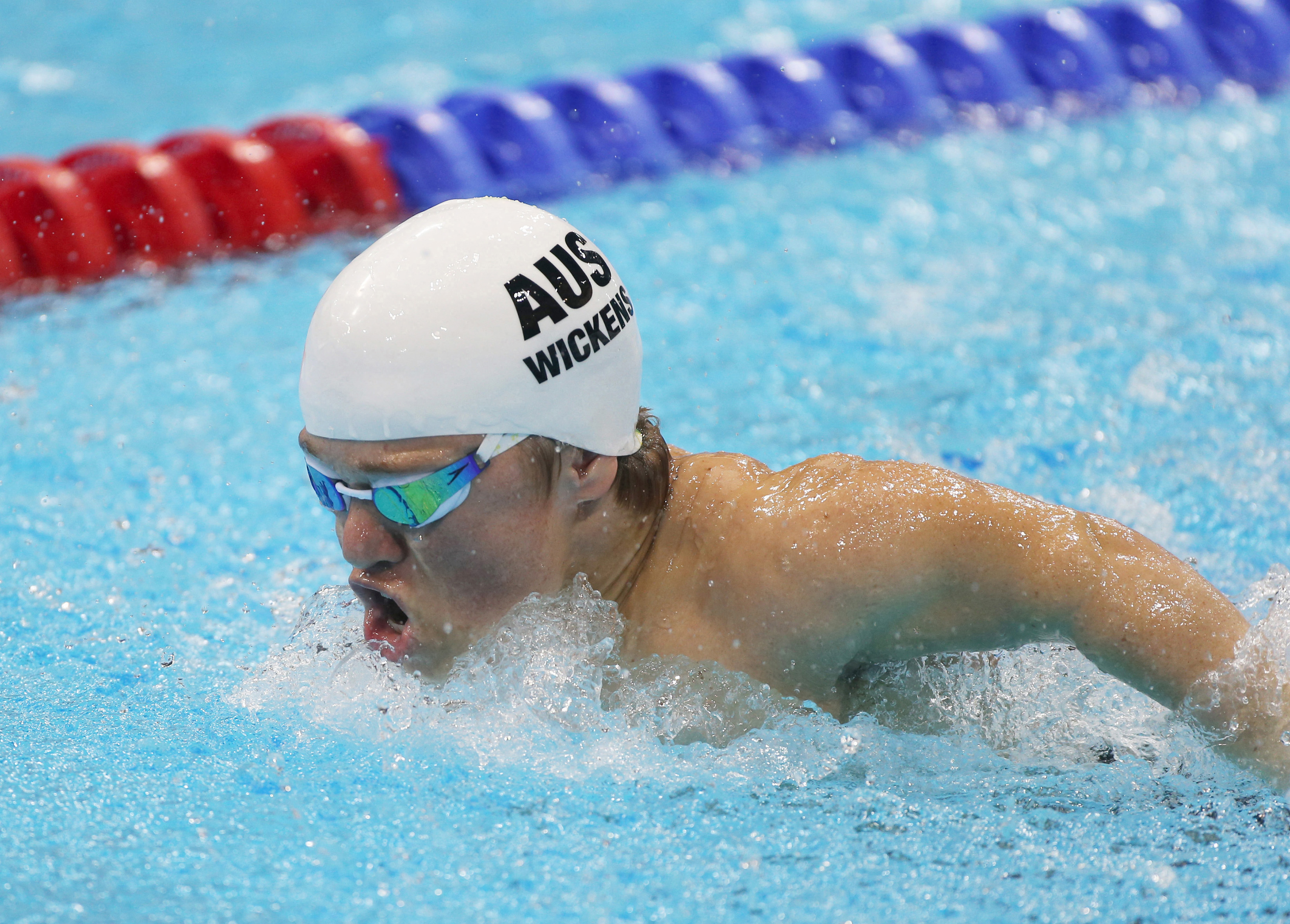
Wickens disputando a Paralimpíada de Londres, em 2012.

| Piscina | Prova                | Tempo   | Campeonato                                      | Data da natação         | Ref   |
| ------- | -------------------- | ------- | ----------------------------------------------- | ----------------------- | ----- |
| Longa   | 50 metros costas     | 46.42   | Campeonato Vitoriano de 2012                    | 15 de janeiro de 2012   | [ 6 ] |
| Longa   | 100 meros costas     | 01:34.9 | NSW State Open Championships All Events 2012    | 11 de fevereiro de 2012 | [ 6 ] |
| Longa   | 50 metros costas     | 53.69   | Campeonato Vitoriano de 2012                    | 14 de janeiro de 2012   | [ 6 ] |
| Longa   | 100 metros costas    | 02:01.2 | Swimming NSW MC Championship Meet 2011          | 22 de outubro de 2011   | [ 6 ] |
| Longa   | 50 metros borboleta  | 39.75   | NSW Metropolitan Championships 2012             | 4 de março de 2012      | [ 6 ] |
| Longa   | 100 metros borboleta | 01:26.0 | EnergyAustralia Swimming Championships 2012     | 21 de março de 2012     | [ 6 ] |
| Longa   | 50 metros livre      | 35.82   | EnergyAustralia Swimming Championships 2012     | 16 de março de 2012     | [ 6 ] |
| Longa   | 100 metros livre     | 01:15.5 | NSW State Open Championships All Events 2012    | 12 de fevereiro de 2012 | [ 6 ] |
| Longa   | 200 metros livre     | 02:43.7 | Swimming NSW MC Championship Meet 2011          | 22 de outubro de 2011   | [ 6 ] |
| Longa   | 400 metros livre     | 05:23.1 | NSW State Open Championships All Events 2012    | 11 de fevereiro de 2012 | [ 6 ] |
| Longa   | 200 metros medley    | 03:15.3 | Campeonato Vitoriano de 2012                    | 15 de janeiro de 2012   | [ 6 ] |
| Curta   | 50 metros costas     | 47.05   | NSW Metropolitan SC Championships 2012          | 15 de julho de 2012     | [ 6 ] |
| Curta   | 50 metros costas     | 55.94   | NSW Metropolitan SC Championships 2011          | 16 de julho de 2011     | [ 6 ] |
| Curta   | 50 metros borboleta  | 39.96   | NSW Metropolitan SC Championships 2012          | 15 de julho de 2012     | [ 6 ] |
| Curta   | 100 metros borboleta | 01:34.2 | Campeonato Australiano em piscina curta de 2011 | 2 de julho de 2011      | [ 6 ] |
| Curta   | 50 metros livre      | 36.2    | NSW Metropolitan SC Championships 2012          | 14 de julho de 2012     | [ 6 ] |
| Curta   | 100 metros livre     | 01:19.4 | Campeonato Australiano em piscina curta de 2011 | 1 de julho de 2011      | [ 6 ] |
| Curta   | 400 metros livre     | 05:39.4 | Campeonato Australiano em piscina curta de 2011 | 2 de julho de 2011      | [ 6 ] |